# Ligament sacro-iliaque antérieur
Le ligament sacro-iliaque antérieur est un ligament de l'articulation sacro-iliaque.

## Description
Le ligament sacro-iliaque antérieur est une bande fibreuse mince et étalée entre le sacrum et l'ilium à l'avant de l'articulation sacro-iliaque.
Médialement, il s'insère sur la face antérieure du sacrum latéralement aux trois premiers foramens sacrés antérieurs.
Latéralement, il s’insère sur la partie postérieure de la ligne arquée de l'ilion et sur la surface osseuse située au-dessus de la grande incisure ischiatique.
Dans sa partie supérieure le ligament sacro-iliaque antéro-supérieur le renforce et forme le frein de nutation supérieur.
Dans sa partie inférieure le ligament sacro-iliaque antéro-inférieur le renforce et forme le frein de nutation inférieur.